# Daniele Bracciali
Daniele Bracciali, né le 10 janvier 1978 à Arezzo, est un joueur de tennis italien, professionnel depuis 1995.

## Biographie

### Carrière
Daniele Bracciali a remporté un titre ATP en simple en 2006 à Casablanca et a atteint la 49e place mondiale. En double, il a remporté six titres ATP et atteint sept autres finales.
Son meilleur résultat en Grand Chelem est une demi-finale en double à Roland-Garros 2012 avec Potito Starace.
Il a joué avec l'équipe d'Italie de Coupe Davis, notamment lors du quart de finale en 2013 face au Canada.

### Ennuis judiciaires
En 2008, il est suspendu 3 mois et écope d'une amende pour avoir parié sur des matchs.
En 2015, il est suspendu par la fédération italienne pour une affaire de matches truqués. Il est soupçonné d'avoir truqué des rencontres en 2007 à Newport. Il est finalement radié par sa fédération et condamné à une amende de 40 000 euros.
En janvier 2018, le tribunal de Cremona acquitte Bracciali et Potito Starace. De retour sur le circuit après trois années, Daniele Bracciali s'impose en double au tournoi de à Gstaad avec Matteo Berrettini. Il s'agit de sa première finale depuis 2014 et de son premier titre depuis 2011.
Le 21 novembre 2018, il est banni à vie par l'Unité d'intégrité dans le tennis (TIU) pour avoir truqué des matches. Il est également condamné à payer une amende de 250 000 dollars.

## Palmarès

### Titre en simple messieurs
| No | Date       | Nom et lieu du tournoi           | Catégorie   | Dotation  | Surface      | Finaliste     | Score    |          |
| -- | ---------- | -------------------------------- | ----------- | --------- | ------------ | ------------- | -------- | -------- |
| 1  | 24-04-2006 | Grand-Prix Hassan II, Casablanca | Int' Series | 355 000 $ | Terre (ext.) | Nicolás Massú | 6-1, 6-4 | Parcours |

### Titres en double messieurs
| No | Date       | Nom et lieu du tournoi                | Catégorie   | Dotation  | Surface         | Partenaire         | Finalistes                            | Score             |          |
| -- | ---------- | ------------------------------------- | ----------- | --------- | --------------- | ------------------ | ------------------------------------- | ----------------- | -------- |
| 1  | 31-01-2005 | Internazionali di Lombardia Milan     | Int' Series | 355 000 $ | Moquette (int.) | Giorgio Galimberti | Jean-François Bachelot Arnaud Clément | 68-7, 7-66, 6-4   | Parcours |
| 2  | 25-10-2010 | St. Petersburg Open Saint-Pétersbourg | ATP 250     | 663 750 $ | Dur (int.)      | Potito Starace     | Rohan Bopanna Aisam-Ul-Haq Qureshi    | 7-66, 7-65        | Parcours |
| 3  | 13-06-2011 | Unicef Open Bois-le-Duc               | ATP 250     | 398 250 € | Gazon (ext.)    | František Čermák   | Robert Lindstedt Horia Tecău          | 6-3, 2-6, [10-8]  | Parcours |
| 4  | 01-08-2011 | bet-at-home Cup Kitzbühel             | ATP 250     | 398 250 € | Terre (ext.)    | Santiago González  | Franco Ferreiro André Sá              | 7-61, 4-6, [11-9] | Parcours |
| 5  | 19-09-2011 | BRD Nastase Tiriac Trophy Bucarest    | ATP 250     | 371 200 € | Terre (ext.)    | Potito Starace     | Julian Knowle David Marrero           | 3-6, 6-4, [10-8]  | Parcours |
| 6  | 23-07-2018 | J. Safra Sarasin Swiss Open Gstaad    | ATP 250     | 501 345 € | Terre (ext.)    | Matteo Berrettini  | Denys Molchanov Igor Zelenay          | 7-62, 7-65        | Parcours |

### Finales en double messieurs
| No | Date       | Nom et lieu du tournoi          | Catégorie   | Dotation    | Surface         | Vainqueurs                       | Partenaire         | Score     |          |
| -- | ---------- | ------------------------------- | ----------- | ----------- | --------------- | -------------------------------- | ------------------ | --------- | -------- |
| 1  | 09-02-2004 | Indesit ATP Milan Indoor Milan  | Int' Series | 355 000 $   | Moquette (int.) | Jared Palmer Pavel Vízner        | Giorgio Galimberti | 6-4, 6-4  | Parcours |
| 2  | 03-01-2011 | Qatar ExxonMobil Open Doha      | ATP 250     | 1 024 000 $ | Dur (ext.)      | Marc López Rafael Nadal          | Andreas Seppi      | 6-3, 7-64 | Parcours |
| 3  | 09-04-2012 | Grand-Prix Hassan II Casablanca | ATP 250     | 398 250 €   | Terre (ext.)    | Dustin Brown Paul Hanley         | Fabio Fognini      | 7-5, 6-3  | Parcours |
| 4  | 15-10-2012 | Kremlin Cup Moscou              | ATP 250     | 673 150 $   | Dur (int.)      | František Čermák Michal Mertiňák | Simone Bolelli     | 7-5, 6-3  | Parcours |
| 5  | 10-06-2013 | Gerry Weber Open Halle (Westf.) | ATP 250     | 683 665 €   | Gazon (ext.)    | Santiago González Scott Lipsky   | Jonathan Erlich    | 6-2, 7-63 | Parcours |
| 6  | 28-07-2014 | bet-at-home Cup Kitzbühel       | ATP 250     | 426 605 €   | Terre (ext.)    | Henri Kontinen Jarkko Nieminen   | Andrey Golubev     | 6-1, 6-4  | Parcours |
| 7  | 30-07-2018 | Generali Open Kitzbühel         | ATP 250     | 501 345 €   | Terre (ext.)    | Roman Jebavý Andrés Molteni      | Federico Delbonis  | 6-2, 6-4  | Parcours |

## Parcours dans les tournois duGrand Chelem

### En simple
| Année | Open d'Australie | Open d'Australie | Internationaux de France | Internationaux de France | Wimbledon      | Wimbledon        | US Open         | US Open    |
| ----- | ---------------- | ---------------- | ------------------------ | ------------------------ | -------------- | ---------------- | --------------- | ---------- |
| 1998  | —                | —                | —                        | —                        | 3e tour (1/16) | M. Philippoussis | —               | —          |
|       |                  |                  |                          |                          |                |                  |                 |            |
| 2004  | —                | —                | —                        | —                        | 2e tour (1/32) | J.-M. Gambill    | —               | —          |
| 2005  | 1er tour (1/64)  | J. Tipsarević    | 1er tour (1/64)          | R. Gasquet               | 2e tour (1/32) | A. Roddick       | 1er tour (1/64) | T. Robredo |
| 2006  | 2e tour (1/32)   | D. Ferrer        | 1er tour (1/64)          | D. Sanguinetti           | 3e tour (1/16) | J. Björkman      | 1er tour (1/64) | G. Simon   |
| 2007  | 1er tour (1/64)  | G. Monfils       | 1er tour (1/64)          | D. Ferrer                | —              | —                | —               | —          |

N.B. : à droite du résultat se trouve le nom de l'ultime adversaire.

### En double
| Année | Open d'Australie               | Open d'Australie      | Internationaux de France    | Internationaux de France | Wimbledon                     | Wimbledon                      | US Open                       | US Open                |
| ----- | ------------------------------ | --------------------- | --------------------------- | ------------------------ | ----------------------------- | ------------------------------ | ----------------------------- | ---------------------- |
| 2004  | —                              | —                     | —                           | —                        | 1er tour (1/32) G. Galimberti | L. Paes D. Rikl                | —                             | —                      |
| 2005  | —                              | —                     | 1er tour (1/32) A. Pavel    | F. González N. Massú     | 1er tour (1/32) L. Arnold Ker | L. Paes N. Zimonjić            | 2e tour (1/16) Y. Allegro     | C. Suk P. Vízner       |
| 2006  | 1er tour (1/32) O. Marach      | M. Bhupathi W. Moodie | 1er tour (1/32) F. Volandri | J. Erlich A. Ram         | 2e tour (1/16) N. Djokovic    | M. García S. Prieto            | 2e tour (1/16) Y. Allegro     | C. Haggard B. Reynolds |
| 2007  | 1er tour (1/32) D. Hrbatý      | J. Hernych V. Spadea  | 1er tour (1/32) I. Ljubičić | G. Monfils J. Ouanna     | —                             | —                              | —                             | —                      |
|       |                                |                       |                             |                          |                               |                                |                               |                        |
| 2010  | —                              | —                     | 1/8 de finale P. Starace    | M. Melo B. Soares        | 1er tour (1/32) P. Starace    | S. González T. Rettenmaier     | 2e tour (1/16) P. Starace     | R. Lindstedt H. Tecău  |
| 2011  | 1/8 de finale P. Starace       | Ł. Kubot O. Marach    | 1/4 de finale P. Starace    | J. S. Cabal E. Schwank   | 2e tour (1/16) F. Čermák      | J. Cerretani P. Marx           | 1/8 de finale P. Starace      | R. Lindstedt H. Tecău  |
| 2012  | 1/8 de finale P. Starace       | M. Mirnyi D. Nestor   | 1/2 finale P. Starace       | M. Mirnyi D. Nestor      | 1/4 de finale J. Knowle       | R. Lindstedt H. Tecău          | 1er tour (1/32) H. Zeballos   | R. Lindstedt H. Tecău  |
| 2013  | 1/4 de finale L. Dlouhý        | B. Bryan M. Bryan     | 1er tour (1/32) F. Fognini  | J. Erlich A. Ram         | 1er tour (1/32) J. Erlich     | L. Paes R. Štěpánek            | 2e tour (1/16) L. Dlouhý      | T. C. Huey D. Inglot   |
| 2014  | 2e tour (1/16) A. Dolgopolov   | L. Paes R. Štěpánek   | 1er tour (1/32) C. Berlocq  | A. Golubev S. Groth      | 1er tour (1/32) J. Erlich     | J. Benneteau É. Roger-Vasselin | 2e tour (1/16) A. Seppi       | M. Kukushkin M. Venus  |
| 2015  | 1er tour (1/32) J. Huta Galung | J. Chardy Ł. Kubot    | —                           | —                        | —                             | —                              | —                             | —                      |
|       |                                |                       |                             |                          |                               |                                |                               |                        |
| 2018  | —                              | —                     | 1/8 de finale A. Seppi      | H. Kontinen John Peers   | 1er tour (1/32) A. Seppi      | Mike Bryan Jack Sock           | 1er tour (1/32) M. Cecchinato | Mike Bryan Jack Sock   |

N.B. : le nom du partenaire se trouve sous le résultat ; le nom des ultimes adversaires se trouve à droite.

### En double mixte
| Année | Open d'Australie            | Open d'Australie                | Internationaux de France      | Internationaux de France     | Wimbledon                     | Wimbledon                        | US Open                     | US Open                        |
| ----- | --------------------------- | ------------------------------- | ----------------------------- | ---------------------------- | ----------------------------- | -------------------------------- | --------------------------- | ------------------------------ |
| 2011  |                             |                                 |                               |                              | -                             | -                                | 1er tour (1/16) F. Pennetta | Lisa Raymond Scott Lipsky      |
| 2012  | 1/2 finale Roberta Vinci    | Elena Vesnina Leander Paes      | 1/2 finale G. Voskoboeva      | Sania Mirza Mahesh Bhupathi  | 3e tour (1/8) Roberta Vinci   | Zheng Jie Rohan Bopanna          | 2e tour (1/8) G. Voskoboeva | Květa Peschke Marcin Matkowski |
| 2013  | 2e tour (1/8) A. Hlaváčková | Lucie Hradecká František Čermák | 1er tour (1/16) G. Voskoboeva | Jelena Janković Leander Paes | 1er tour (1/32) G. Voskoboeva | Andy Ram Abigail Spears          | -                           | -                              |
| 2014  | -                           | -                               | -                             | -                            | 1er tour (1/32) Karin Knapp   | Andreja Klepač Jesse Huta Galung | -                           | -                              |

N.B. : le nom de la partenaire se trouve sous le résultat ; le nom des ultimes adversaires se trouve à droite.

## Parcours dans lesMasters 1000

### En simple
| Année | Indian Wells         | Miami               | Monte-Carlo        | Rome               | Hambourg | Canada                 | Cincinnati          | Madrid | Paris               |
| ----- | -------------------- | ------------------- | ------------------ | ------------------ | -------- | ---------------------- | ------------------- | ------ | ------------------- |
| 2006  | 2e tour D. Hrbatý    | 1er tour G. Bastl   | 1er tour D. Hrbatý | 1er tour N. Kiefer | —        | 1er tour D. Toursounov | 1er tour A. Roddick | —      | 2e tour J. Nieminen |
| 2007  | 2e tour R. Söderling | 2e tour N. Djokovic | —                  | 2e tour R. Nadal   | —        | —                      | —                   | —      | —                   |

N.B. : sous le résultat se trouve le nom de l’ultime adversaire.

## Classements ATP en fin de saison
| Année          | 1999 | 2000 | 2001 | 2002 | 2003 | 2004 | 2005 | 2006 | 2007 | 2008 | 2009 | 2010 | 2011 | 2012 | 2013 | 2014 | 2015 | 2016 | 2017 | 2018 |
| Rang en simple | -    | 381  | 343  | 291  | 222  | 152  | 73   | 67   | 253  | 929  | 312  | 920  | -    | -    | -    | -    | -    | -    | -    | -    |
| Rang en double | 369  | 330  | 315  | 149  | 181  | 95   | 67   | 147  | 314  | 854  | 99   | 58   | 30   | 24   | 57   | 59   | -    | -    | -    | 96   |

Source : (en) Classements de Daniele Bracciali sur le site officiel de la Fédération internationale de tennis